# Gebrüder Oeschger

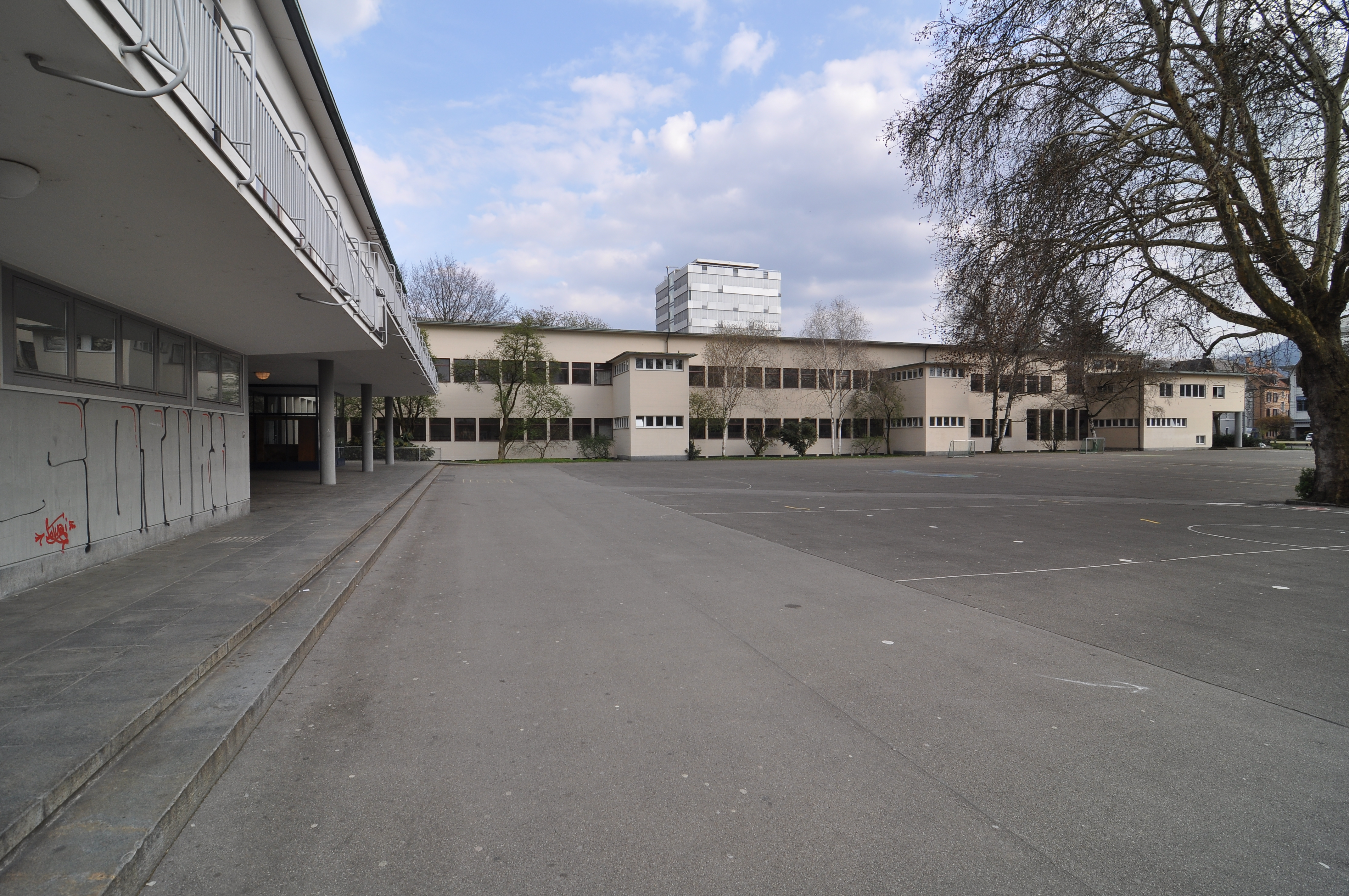
Das Schulhaus Kappeli in Zürich aus den 1930er Jahren

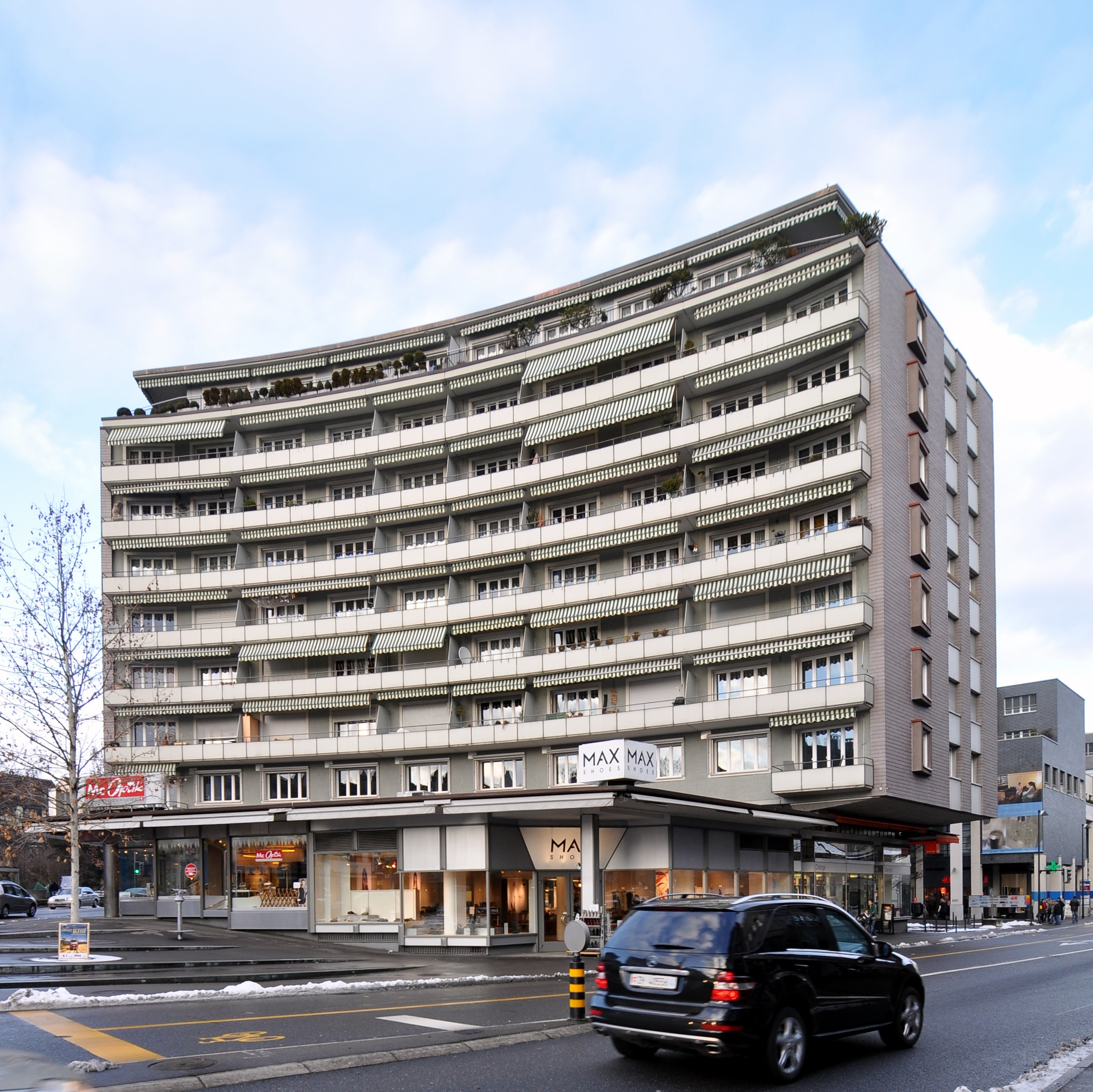
Rapperswil-Jona, 1957 von Heinrich Oeschger

Die Gebrüder Oeschger führten in Zürich ein Architekturbüro, das mit öffentlichen Bauten und im genossenschaftlichen Wohnungsbau vor allem in den 1950er Jahren erfolgreich war.

## Alfred Oeschger
Alfred Eduard Oeschger (* 26. Januar 1900 in Basel; † 15. Februar 1953 in Basel) verbrachte die Primarschulzeit in St. Imier, die Jugend in Interlaken, wo der Vater Leiter der Parkett- und Chaletfabrik war. Er besuchte, nachdem er 1918 ein Diplom am Technikum Burgdorf erworben hatte, von 1922 bis 1925 die Technische Universität München. Anschliessend war er Leiter in den Büros von Albert Froelich und bei Müller und Freytag in Thalwil.

## Heinrich Oeschger
Heinrich Oeschger (* 7. Mai 1901 in Basel; † 16. Juni 1982 in Zürich), studierte ebenfalls in Burgdorf und München. Von 1924 bis 1929 war er Büroleiter bei Otto Rudolf Salvisberg in Berlin. Dann trat er in das Büro seines Bruders ein, das dieser zusammen mit dem Vater Eduard 1927 gegründet hatte. Durch seine Expertise beim Bau des Zürcher Flughafens wurde er bei einer Vielzahl von anderen Flughafenplanungen hinzugezogen, nämlich in Paris-Orly, Kairo, Athen, Beirut, London-Gatwick, Tokio-Haneda, Nairobi, Rom-Fiumicino und Frankfurt am Main.

## Werke
Nach der Gründung des gemeinsamen Büros im Jahre 1932 – Alfred Oeschger war 1927 bereits im Wettbewerb um die Schweizerische Nationalbibliothek in Bern erstrangiert worden und hatte diese zusammen mit zwei weiteren Büros gebaut – gehörte das Büro zu den erfolgreichen Architekturbüros zu Anfang der 1930er Jahre. Sie erzielten Wettbewerbserfolge im Schulhaus- und Hochschulbau: Ihr Schulhaus Kappeli in Zürich-Altstetten, 1937 fertiggestellt, das durch langgezogene, breitgelagerte Baukörper die Aussenräume definiert und das Wasserbauinstitut der ETH. Bei der Landi 1939 errichteten sie das grosse Festzelt. Für die Familienheim-Genossenschaft Zürich erstellten sie am Friesenberg preiswerte genossenschaftliche Siedlungsbauten, vor allem als Einfamilienhäuser, für die Allgemeine Baugenossenschaft Zürich in der Oberwiesenstrasse Mehrfamilien- und Reihenhäuser. In den 1940er- und 1950er-Jahren kamen Geschäftsbauten hinzu, wie etwa 1952 der Flughafen Kloten, wo 1972 die Planung einer weiteren Ausbaustufe folgte, oder 1955 das Wohn- und Geschäftshaus an der Sihlporte.

## Werkliste
- Schweizerische Landesbibliothek, Bern, 1926, 1929–31 (Alfred Oeschger mit Emil Hostettler und Josef Kaufmann)
- Schulhaus Kappeli, Zürich, 1932, 1935–1937
- Familienheimgenossenschaft Friesenberg, Zürich, 1932–1944 (mit Alfred Mürset und Robert Winkler)
- Grosses Festzelt und Degustationsbar, Landesausstellung der Schweiz, Zürich, 1939 (abgebrochen)
- ABZ-Kolonie Oberwiesenstrasse, Zürich, 1944.
- Erweiterung Versuchsanstalt für Wasserbau der ETHZ, Zürich, 1947–1951
- Primarschulhaus Hanfländer, Rapperswil, 1949–1950
- Hörsaal des physikalischen Instituts der ETHZ, Zürich, 1949–1952
- Internationaler Flughafen, Zürich-Kloten, 1952, Erweiterung 1972.
- Lehrerinnenseminar Aarau, 1955 (vgl. Neue Kantonsschule Aarau)
- Geschäftshaus Cityhaus, Zürich, 1955 (Heinrich Oeschger mit Karl Knell)
- City-Haus, Rapperswil, 1956–57 (Heinrich Oeschger)

## Belege
1. 1 2  Alfred Oeschger (Nekrolog). In: Werk. Band 40, Heft 4, 1953, S. *58* f. (Chronik) (online)
2. 1 2 3  Hans Marti: Heinrich Oeschger (Nekrolog). In: Werk, Bauen + Wohnen. Band 69, Heft 9, 1982, S. 61. (online)
3. ↑  Fünf neue Zürcher Schulhäuser. In: (Das) Werk. Band 25 (1938) S. 216–220, doi:10.5169/seals-86717.
4. ↑  R. Winkler: Neue Wohnbauten der Familienheim-Genossenschaft am Friesenberg in Zürich: Architekten: Alfr. Mürset, A. & H. Oeschger, Rob. Winkler, alle in Zürich. In: Schweizerische Bauzeitung. Band 124, Heft 18, 1944, S. 233 ff. doi:10.5169/seals-54042
5. ↑  Alfred Roth: Bemerkungen zu drei neuen Siedlungen in Zürich. In: (Das) Werk. Band 33, Heft 1, 1946, S. 1–14. doi:10.5169/seals-26295